# Cerkiew św. Jerzego w Topoli
Cerkiew św. Jerzego w Topoli (serb. Црква Светог Ђорђа на Опленцу, Crkva Svetog Đorđa na Oplencu) – cerkiew na wzgórzu Oplenac w pobliżu Topoli w regionie Szumadia w Serbii, pełniąca funkcję mauzoleum dynastii Karadziordziewiciów.

## Historia

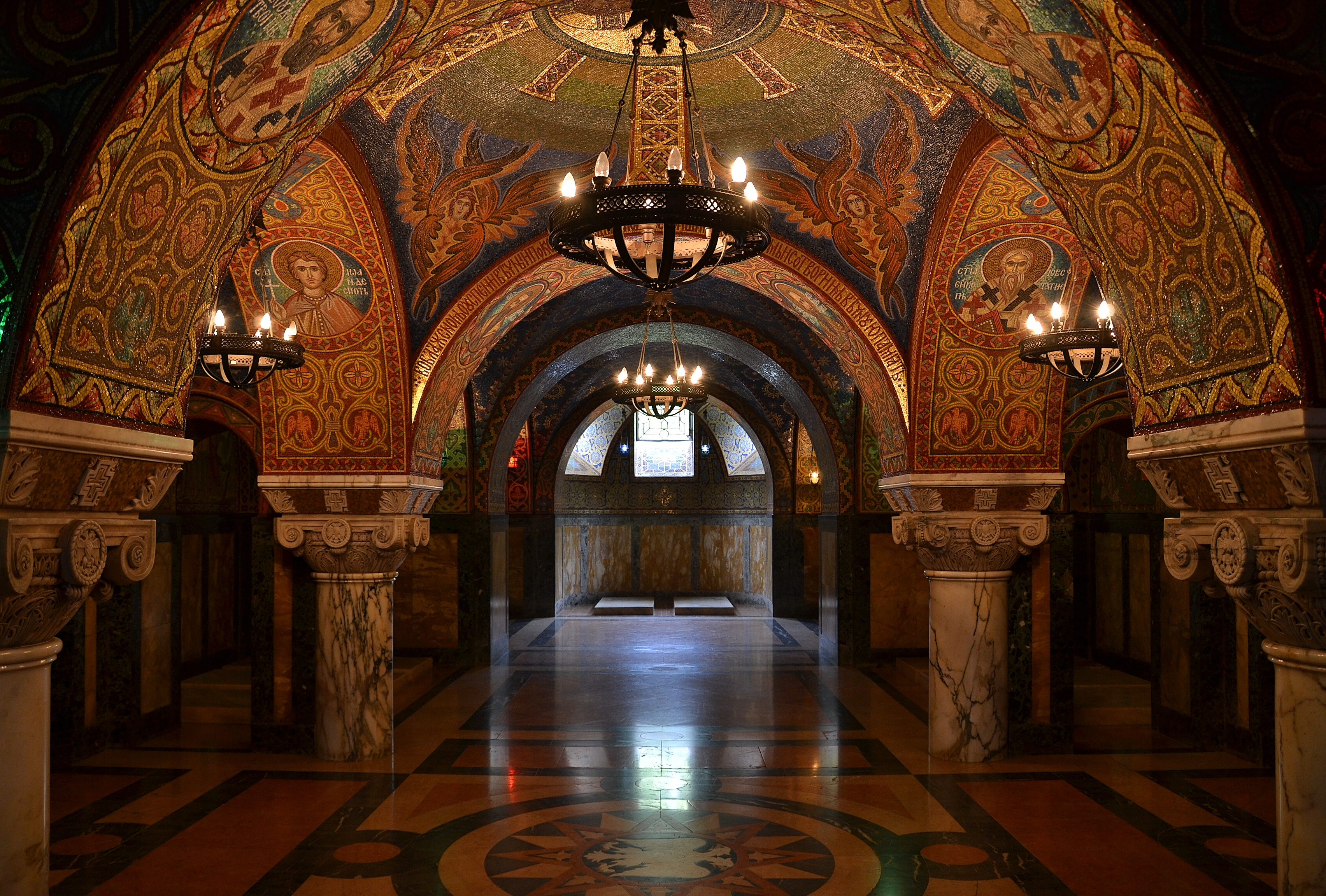
Krypta cerkwi

Cerkiew została ufundowana w 1910 roku przez Piotra I i zaprojektowana przez architekta Kostę Jovanovicia w stylu serbsko-bizantyjskim. W 1912 roku budynek został praktycznie ukończony, jednakże dekorację wnętrza uniemożliwiły wojny bałkańskie oraz wybuch I wojny światowej. Mimo to 23 września 1912 kościół został poświęcony przez patriarchę Dymitra. Wnętrze świątyni wypełniono mozaiką w latach 1923–1930 z prywatnych funduszy Aleksandra I, prace nad kryptą zakończono natomiast w 1932 roku. Łącznie w cerkwi znajduje się 725 kompozycji mozaik, z czego 513 w samej świątyni i 212 w krypcie, stworzonych z około 40 mln elementów. Są to głównie reprodukcje fresków z ponad 60 średniowiecznych monasterów i cerkwi, wyjątek stanowi wizerunek króla Piotra I autorstwa Pai Jovanovicia. Większość mozaik przedstawia historie biblijne, z wyjątkiem portretów średniowiecznych władców serbskich w chórze południowym oraz świętych wojowników, symbolizujących strażników grobowca, w chórze północnym. 8 września 1930 patriarcha Barnaba ponownie poświęcił, tym razem już w pełni ukończoną, świątynię. 22 czerwca 1982 cerkiew została wpisana do serbskiego rejestru zabytków, na listę dziedzictwa narodowego o wyjątkowym znaczeniu (serb. културна добра од изузетног значаја, kulturna dobra od izuzetnog značaja). Jest położona na wysokości 337 m n.p.m.

## Architektura

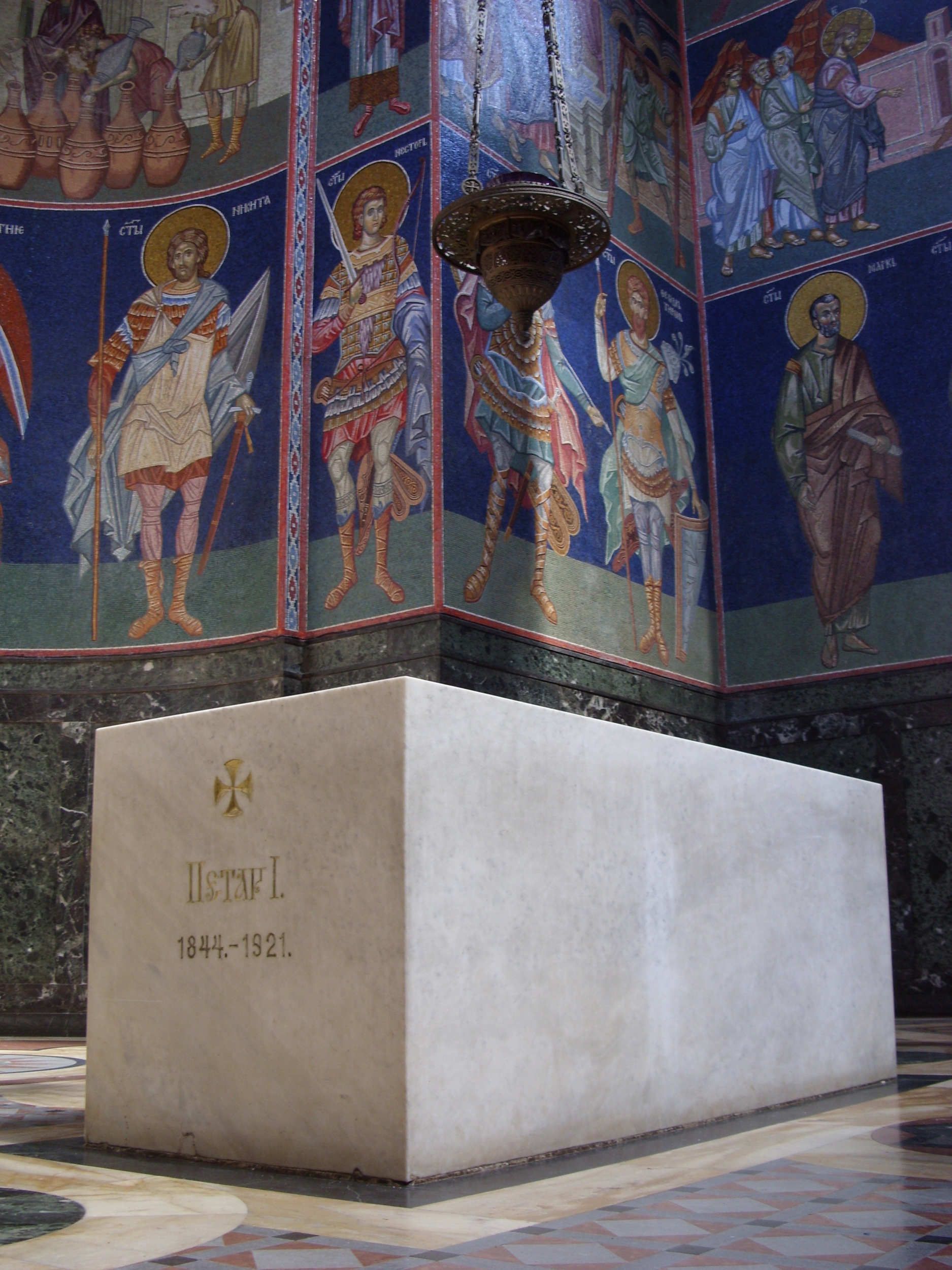
Grób Piotra I

Cerkiew jest budowlą pięciokopułową. Kopuła centralna ma wysokość 30 metrów, a pozostałe po 27 metrów. Świątynia została zbudowana z białego marmuru wydobytego z góry Venčac. W centralnej nawie powieszony jest żyrandol z odwróconym do góry nogami krzyżem, symbolizującym żałobę narodu serbskiego po upadku Carstwa Serbskiego w wyniku bitwy na Kosowym Polu.

## Mauzoleum
W cerkwi zostało pochowanych 29 członków dynastii Karadziordziewiciów. W południowym chórze spoczywa założyciel dynastii, Jerzy Czarny, w północnym chórze – Piotr I, natomiast pozostałe 27 osób pochowano w krypcie, gdzie znajduje się 12 pustych grobowców bez inskrypcji, w których mogą zostać pochowani wyłącznie kolejni członkowie rodu.
W październiku 2012 roku pochowano tam Pawła Karadziordziewicia, a w maju 2013 roku – Piotra II wraz z matką i żoną. Trzy lata później w mauzoleum odbył się pogrzeb księcia Aleksandra Karadziordziewicia.